# Добровольська Ядвіга Станіславівна
Добровольська Ядвіга Станіславівна (нар. 1 вересня 1919, Озерський цукровий завод — 25 грудня 2014, Київ
) — український художник по костюмах.

## Біографічні відомості
Закінчила студію при Всесоюзному домі народної творчості в Москві.
Працювала художником по костюмах на кіностудії імені Олександра Довженка.
Була членом Національної спілки кінематографістів України.
Родина:
- Син Вячеслав (10 січня 1948 — 10 червня 2008)
- Дочка Сусанна.

## Фільмографія
Працювала у фільмах:
- «Лілея» (1958),
- «Солдатка» (1959),
- «Кров людська — не водиця» (1960),
- «Лісова пісня» (1961),
- «Здрастуй, Гнате!» (1962),
- «Срібний тренер» (1963),
- «Наймичка» (1963),
- «Ракети не повинні злетіти» (1964),
- «Гадюка» (1965),
- «На самоті з ніччю» (1966),
- «З нудьги» (1968),
- «Падав іній» (1969)
- «Шлях до серця» (1970)
- «Тронка» (1971)
- «Софія Грушко» (1971)
- «Народжена революцією» (1975, т/ф, 3 с.) тощо.